# Krishna Menon
Krishna Menon   (Thalassery, 3 de maig de 1896 - Delhi, 6 d'octubre de 1974) va ser un diplomàtic, activista per la independència, polític, advocat i estadista indi. Va contribuir al Moviment d'independència de l'Índia i, com a ministre de facto, va ser un dels principals arquitectes de la política exterior índia del gabinet de Jawaharlal Nehru.
El 1928, Menon va fundar l'India League a Londres per a exigir la independència total del domini britànic al subcontinent indi. Després de la independència de l'Índia, va facilitar la diplomàcia internacional i les resolucions en situacions com la Crisi de Suez, la guerra de Corea, la Revolució hongaresa de 1956, Xipre, Indoxina, Taiwan i la captura xinesa d'aviadors estatunidencs, mentre donava suport a l'esperit anticolonial del que s'acabaria anomenant el Moviment de Països No-alineats. Des de la independència de l'Índia va exercir com a alt comissionat al Regne Unit, ambaixador davant de les Nacions Unides i ministre de defensa. Com a ministre de defensa, va tenir un paper rellevant en conflictes militars com la Crisi del Congo, l'Annexió de Goa, i la guerra sinoíndia.
Va escriure el primer esborrany del Preàmbul de la Constitució de l'Índia, va cocrear l'assemblea constituent de l'Índia, i va treballar amb Nehru, Lluís Mountbatten, Sardar Patel, i V. P. Menon per a elaborar la mecànica de la independència de l'Índia. En tornar a Índia, va ser triat per a les dues cambres del parlament indi per circumscripcions com Bombai, Bengala i Trivandrum al seu estat natal de Kerala. Va romandre com a membre del Lok Sabha fins a la seva mort.

## Biografia
Després d'estudiar a Londres, es va unir al Partit Laborista i va ser elegit regidor del districte de St Pancras, en el context del qual es va fer amic d'Edwina Mountbatten, esposa de Lord Mountbatten. A causa del patrocini dels Mountbatten en la societat britànica de preguerra, Menon va poder consolidar aliances polítiques amb potentats laboristes com Clement Attlee (futur primer ministre), Sir Stafford Cripps (futur canceller) i Aneurin Bevan. Altres amistats que va fer van ser figures polítiques i intel·lectuals com Bertrand Russell, John Burdon Sanderson Haldane, Edward Morgan Forster, Frederica de Hannover i George Bernard Shaw. El 1939 el Partit Laborista va començar a preparar la seva candidatura per a la circumscripció parlamentària de Dundee, fet que no es va concretar a causa de les seves connexions amb el Partit Comunista de la Gran Bretanya. Va renunciar (o va ser expulsat, segons altres fonts) del Partit Laborista en protesta, però s'hi va reincorporar el 1944.
Després que l'Índia aconseguís la independència el 1947, Menon va ser nomenat alt comissionat de l'Índia al Regne Unit, un càrrec en què va romandre fins al 1952. La desconfiança de Menon cap a Occident es va estendre al Regne Unit, i la seva oposició a les maniobres polítiques britàniques va portar l'MI5 a considerar-lo una «amenaça seriosa per a la seguretat». Ja des de 1929, Menon havia estat sota vigilància, amb una ordre per interceptar la seva correspondència emesa el desembre de 1933, identificant-lo com un «treballador important del moviment revolucionari indi». Aquest seguiment es va intensificar després de la reunió de Menon el 1946 a París amb el ministre d'afers estrangers soviètic Viatxeslav Mólotov, i la independència de l'Índia. El 2007 es van publicar centenars de pàgines d'arxius de l'MI5 que documenten l'espionatge a Menon, incloses transcripcions de converses telefòniques i la correspondència interceptada amb altres estadistes.

### Representant davant les Nacions Unides
El 1949, Menon va acceptar el comandament de la delegació índia davant l'Organització de les Nacions Unides, càrrec que va ocupar fins al 1962. Va dirigir les missions diplomàtiques de l'Índia al Regne Unit i a les Nacions Unides, i va destacar en assumptes diplomàtics, incloent la Crisi de Suez. Va idear solucions per a problemes internacionals complexos, incloent un pla de pau per a Corea, un alto el foc a Indoxina, per a les negociacions de desarmament estancades i per a la retirada francesa d'Algèria.
Durant aquest període, Menon va ser portaveu de la política exterior de Nehru, establerta com a no-alienada el 1952 que va traçar una alternativa entre els Estats Units d'Amèrica i la Unió Soviètica durant la Guerra Freda. Menon va ser crític amb els Estats Units i va expressar simpaties amb les polítiques soviètiques, tot i guanyar-se la desaprovació de molts indis en votar en contra d'una resolució de l'ONU que demanava la retirada de les tropes de l'URSS d'Hongria, encara que va revocar la seva postura tres setmanes després sota pressió de Nova Delhi.
En 1966, Indira Gandhi va consultar Menon per a redactar un pla per a Vietnam que demanava un esforç internacional per a rehabilitar Vietnam, Laos i Cambodja i criticava als Estats Units pel seu paper en la guerra del Vietnam. Menon també va donar suport a l'admissió de la Xina a les Nacions Unides, cosa que li va guanyar l'enemistat de molts estadistes estatunidencs, com el senador William Knowland. El 1955, Menon va intervenir en el cas de diversos aviadors estatunidencs que havien estat capturats a la Xina, reunint-se amb el primer ministre xinès Zhou Enlai abans de volar a Washington per a conferenciar i assessorar el president Dwight Eisenhower i el secretari d'estat John Foster Dulles, a sol·licitud del primer ministre britànic Anthony Eden. Menon també va ser un ferm opositor de les armes nuclears i va buscar aliances contra la seva proliferació.
El 1957, Menon va pronunciar un discurs a l'ONU on va fer una crida al compromís amb el plebiscit a l'estat de Jammu i Caixmir, criticant el Pakistan pel que va considerar una falta de democràcia a la regió i suggerint que l'oposició a un plebiscit era innecessària atès que la població al costat indi ja disposava de drets democràtics.